# Jean Pistorius
Cet article concerne le théologien catholique. Pour le théologien protestant, voir Johann Pistorius l'Ancien.
Pour les articles homonymes, voir Pistorius.

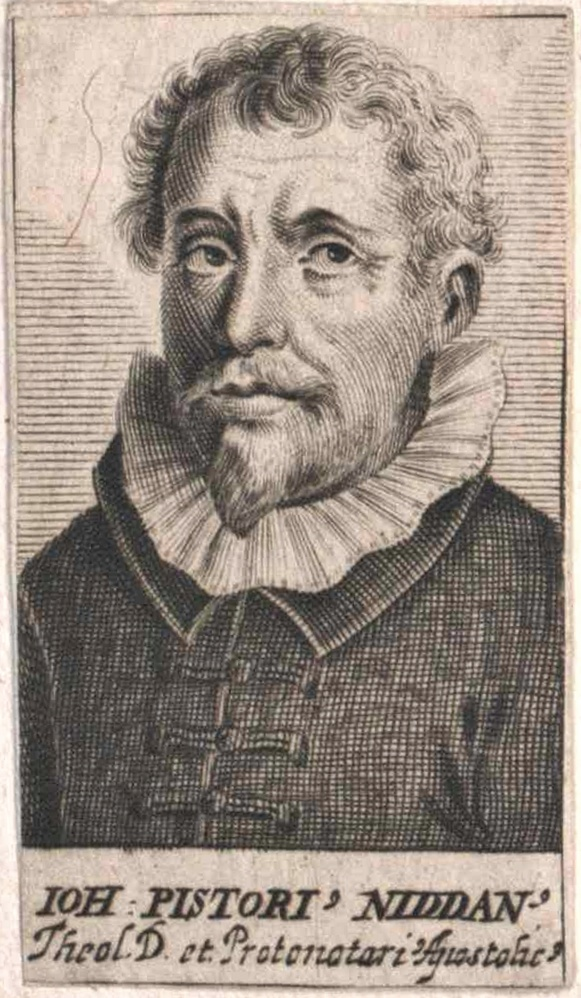
Jean Pistorius.

Jean Pistorius (ou Johann Pistorius, Johannes Pistorius der Jüngere, Niddanus), né le 4 février 1546 à Nidda (landgraviat de Hesse) et mort le 19 juin 1608 à Fribourg-en-Brisgau, est un médecin, historien et théologien allemand. Fils du réformateur protestant Johann Pistorius l'Ancien, il se convertit au catholicisme.
À sa mort, sa bibliothèque revient aux Jésuites de Molsheim, puis à la bibliothèque du Grand Séminaire de Strasbourg. Ce fonds comprend 150 titres datés entre 1490 et 1600.

## Sélection de publications
- Illustrium veterum scriptorum, qui rerum a Germanis per multas aetates gestarum historias vel annales posteris reliquerunt [T. 2 s. l. titre:] Germanicorum scriptorum, Francfort, 1583-1584
- Von der wahren Kirchen Gottes / Sendbrieff D. Ioannis Pistorij ... erstlich von jhme an D. Iacobum Grynaeum, ... Lateinisch beschriben, an jetzo aber von einem Trewhertzigen ... in unser Hoch Teutsch gebracht .., Ingolstadt, 1589
- Badische Disputation : das ist, Kurtze warhaffte und auss den Acten und Prothocoll ... aussgezogene Historien ... des Theologischen, ... Novembri 1589, zu Marggraven Baden zwischen ... Theodoro Busaeo ... und Ioanne Pistorio, eines, auch D. Jacob Schmidlin und D. Jacob Heerbrand ... anders theils, angefangenen und ... zerschlagenen Gesprächs : mit ... Widerlegung eines ... Brieffs, so D. Schmidlin kurtz vor seinem Tod, ... zusammen tragen, Cologne, 1590
- Vnser, von Gottes Gnaden, Jacobs, Marggrafen zu Baden und Hachbergk ... Christliche erhebliche vnd wolfundirte Motifen, warumb wir auss einigem eifferigen trib vnsers Gewissens ... die Lutherische Lehr verlassen, und zu dem Catholischen Jmmerwerenden vnd allein seligmachenden Christlichen Glauben Vns notwendig begeben : sondern auch vnser von Gott anbeuohlene Land zu ebenmessiger warhaffter Religion anweisen vnd reformiren lassen müssen, Cologne, 1591
- Artis cabalisticae h.e. reconditae theologiae et philosophiae scriptorum. Tomus I. [et unics], In quo praeter Pauli Ricii libros latini pene omnes et Hebraei scriptores, Bâle, 1593
- Ein hundert Unwarheyt, beneben achtzehen und mehrern verfälschungen Schrifft, und Viertzigen ungeschickten Consequentzen so in den ersten siben kleinen Blettern, von der halben Praefation anzurechnen, in D. Aegidij Hunnij ... uncatholischem, und guten theyls auch unlutherischem Büchlen, dass er wider D. Pistorij Theses von der iustification vor sechs Jahren geschrieben, vnd erst newlich an Tag geben, nacheinander zufinden / aussgezeychnet mit getrewem fleiss vnd kürtzlich widerlegt, vnd vor eyn Vordrab, Cologne, 1595